# أرشاك كوريان
أرشاك كوريان (بالروسية: Корян, Аршак Рафаэльевич)‏ (17 يونيو 1995 بسوتشي في روسيا - ) هو لاعب كرة قدم روسي في مركز الهجوم. شارك مع منتخب روسيا تحت 17 سنة لكرة القدم ومنتخب روسيا تحت 19 سنة لكرة القدم ومنتخب روسيا تحت 21 سنة لكرة القدم. أما مع النوادي، فقد لعب مع فيتيسه آرنهم ولوكوموتيف موسكو.

## وصلات خارجية
- أرشاك كوريان على موقع الاتحاد الأوربي (الإنجليزية)
- أرشاك كوريان على موقع قاعدة بيانات كرة القدم.إي يو (الإنجليزية)
- أرشاك كوريان على موقع ناشيونال فوتبول تيمز (الإنجليزية)
- أرشاك كوريان على موقع Soccerway.com (الإنجليزية)
- أرشاك كوريان على موقع عالم كرة القدم.نت (الإنجليزية)